# Forte de Samaipata
O Sítio Arqueológico de Samaipata fica localizado na cidade de Samaipata, na Bolívia.
Construído a 2 mil metros de altitude, era um local de antigos rituais indígenas, numa colina onde estaria o centro cerimonial de uma antiga cidade. A enorme rocha esculpida, um complexo de estanques e canais, domina a cidade. Trata-se de um depoimento único das tradições e crenças pré-colombianas sem comparação no mundo, sendo eleito um dos patrimônios da humanidade da UNESCO e uma das maiores construções monolíticas do planeta.